# پتروواتس، مونته‌نگرو
شهر پتروواتس (به روسی: Петровац) در کشور مونته‌نگرو واقع شده‌است. جمعیت این شهر ۱٬۴۸۵ نفر  است.